# Ann-Christine Hagberg
Ann-Christine Hagberg (* 20. Januar 1948 in Karlstad) ist eine frühere schwedische Schwimmerin, die im Jahre 1963, im Alter von 15 Jahren, innerhalb eines Monats drei Europarekorde über 100 m Freistil brach.
Bald nach ihrer Geburt zog ihre Familie mit ihr nach Uppsala, wo sie im Alter von acht Jahren mit dem Schwimmen bei einem Verein begann. Bei den Schwimmeuropameisterschaften 1962 in Leipzig wurde sie Achte. Bei den Olympischen Sommerspielen 1964 in Tokio wurde sie im Freistil Siebente und erreichte mit der Staffel über 4 × 100 m den fünften Platz. Mit der Staffel über 4 × 100 m Freistil bei den Schwimmeuropameisterschaften 1966 in Utrecht gewann sie die Silbermedaille. Im Einzelwettbewerb verpasste sie eine Medaille und wurde Vierte.
In ihrer gesamten Karriere schaffte sie vier Europarekorde und 35 schwedische Landesrekorde. Sie wurde von der schwedischen Zeitung Stockholms Tidningen zur Sportlerin des Jahres 1963 gewählt.
Nach Beendigung ihrer Schwimmkarriere studierte sie Soziologie, Psychologie und Jura an der Universität Lund und machte in diesen Fächern einen Bachelor-Abschluss. Danach arbeitete sie in Stockholm bei der Schwedischen Wissenschaftlichen Gesellschaft, beim schwedischen Gewerkschaftsverband PTK und von 1979 bis 1981 beim Schwedischen Schwimmverband. 1986 wechselte sie zu einer Werbeagentur, deren Präsidentin sie wurde.